# Tadeusz Zażuliński

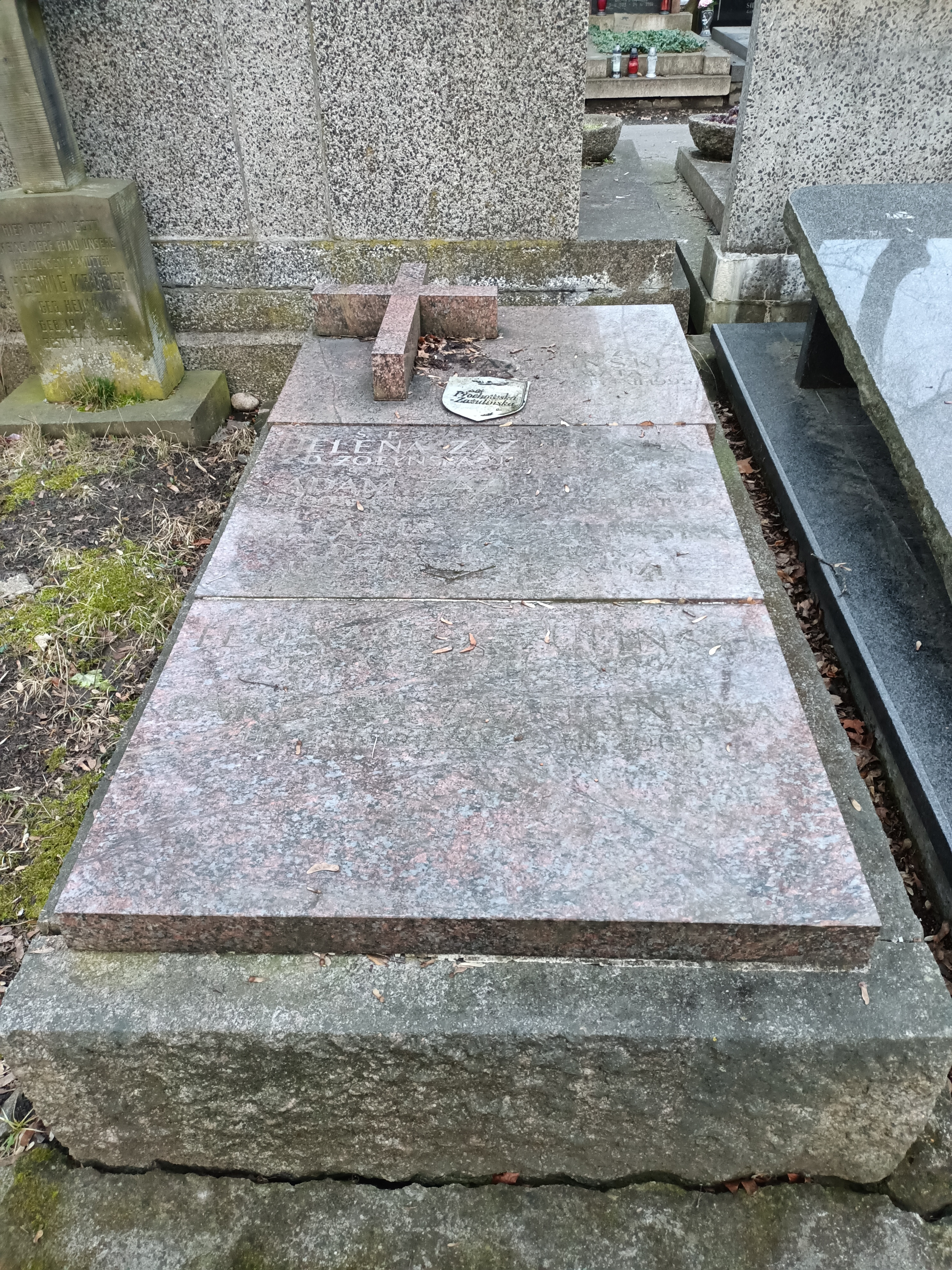
Grób Tadeusza Zażulińskiego na Cmentarzu Powązkowskim w Warszawie

Tadeusz Zażuliński (ur. 23 października 1897, zm. 18 grudnia 1995) – polski dyplomata, przedstawiciel RP w Królestwie Egiptu (1939–1945).

## Życiorys
Reklamowany z wojska. Pełnił funkcję attaché konsulatu generalnego w Jerozolimie (1925–1928), sekretarza ambasady w Waszyngtonie (1931–1932). Od 1936 był wicedyrektorem oraz zastępcą naczelnika Wydziału Wschodniego Ministerstwa Spraw Zagranicznych. Od 1939 reprezentował Polskę w Egipcie, najpierw jako chargé d’affaires, a od 1944 jako poseł.
Pochowany na Cmentarzu Powązkowskim w Warszawie.